# Johannes Bündgens
Johannes Bündgens (Eschweiler, 2 de abril de 1956) é bispo auxiliar emérito na diocese de Aachen

## Vida
John Bündgens estudada após o Abitur na Escola Municipal de Ciência em Eschweiler 1974 teologia católica e filosofia na Pontifícia Universidade Gregoriana, em Roma. Ele foi ordenado diácono em 24 de março de 1979. Em 10 de outubro de 1980, ele recebeu em Roma pelo cardeal Joseph Schröffer o sacramento de Ordens Sagradas. De 1981 a 1985, Bündgens foi capelão de St. Cornelius em Viersen - Dülken, Em novembro de 1985, ele foi liberado para estudos de doutorado na Gregoriana. Em maio de 1990, John Bündgens foi com a tese sobre os efeitos do batismo e confirmação por parte da teologia da Escola de Salamanca, em Karl Josef Becker SJ de doutor em teologia doutorado. Ele então trabalhou como funcionário e chefe de departamento do Departamento de Educação Continuada no Vicariato Geral de Aachen . Ao mesmo tempo, ele era um Subsidiar em Aachen - Kornelimünster e Stolberg - Venwegen .
O bispo Klaus Hemmerle nomeou Johannes Bündgens para o Espiritual no Collegium Leoninum em 1 de outubro de 1992 e, depois da deslocalização dos condenados teólogos, para o Paulushaus em Bonn. Na mesma qualidade, ele foi responsável desde 1997 pelos diáconos permanentes na diocese de Aachen. Em 2002, nomeado bispo Heinrich Mussinghoff o pastor de quatro paróquias na cidade de Heimbach (Eifel). Desde 1 de janeiro de 2003, Bündgens foi membro do Conselho dos Sacerdotes da Diocese de Aachen. Além disso Bündgens pertence ao grupo preparatório diocesano para a beatificação de Médico Heinrich Hahn.
Em 15 de março de 2006, o Papa Bento XVI o nomeou a Bishop titular de Árd Carna e Bishop auxiliar em Aachen . A ordenação episcopal recebeu seu bispo Heinrich Mussinghoff em 20 de Maio de 2006, na Catedral de Aachen; Co-consecadores foram os bispos auxiliares Gerd Dicke e Karl Borsch. Por ocasião de sua consagração episcopal, Bündgens escolheu o lema Mysterium magnum Ecclesia ("O Grande Mistério - A Igreja"), que corresponde a Efésios ( Ef 5,32  EU) vem de. Desde 20 de maio de 2006, ele também é cônsul do Capítulo da Catedral de Aachen e, desde 1 de junho do mesmo ano, Presidente da Associação Caritas para a Diocese de Aachen e Bispo Vigário da Caritaswesen. Bündgens é presidente do conselho de administração da Missão Missionária Católica Internacional missio e com sede em Aachen. Nos Conferência Episcopal Alemã , ele é um membro da Comissão de Educação e Escolas ea Comissão para a Igreja Internacional e seu Sub-Comissão sobre questões de desenvolvimento (esp. MISEREOR) .
Ele é um membro honorário da KDSt.V Ascania Bonn (CV) .
Depois que o Ministério Público de Colônia apresentou acusações de quebra de confiança contra Bündgens no tribunal distrital de Kerpen, ele suspendeu todos os cargos desde dezembro de 2019. Bündgens transferiu um total de 143 mil euros para a sua conta privada em dezembro de 2017 e janeiro de 2018, da conta de um idoso com demência que lhe tinha dado uma procuração. Bündgens explicou que, em troca, deu à mulher o direito vitalício de viver numa propriedade em Aachen que comprou por 600.000 euros. No entanto, não há acordo escrito ou nota no registo predial porque a saúde da mulher se deteriorou. Em julho de 2021, o tribunal distrital condenou-o a uma pena de prisão suspensa de nove meses e a uma multa de 5.000 euros. A ordem de penalidade tornou-se definitiva no outono de 2022, depois que Bündgens retirou uma objeção. O Bispo Helmut pediu a Bündgens que “ofereça agora a sua demissão ao Papa”. Em outubro de 2022, a Bündgens apresentou um pedido correspondente. O Papa Francisco aceitou a sua renúncia em 8 de novembro do mesmo ano.

## Publicação
- juntamente com Clara Vasseur OSB: Espiritualidade da Percepção. Introdução e prática. Karl Alber, Freiburg im Breisgau / Munique 2015, ISBN 978-3-495-48662-7 .

## Links da Web
- Biographie auf der Website des Bistums Aachen
- Cheney, David M. «Bischof» (em inglês). Catholic-Hierarchy.org